# Ratsarbeitsgruppe
Als Ratsarbeitsgruppe (RAG, engl. Council Working Group) werden einzelne Arbeitsgruppen des Rates der Europäischen Union bezeichnet. Sie bereiten Sitzungen des Rates der Europäischen Union vor und werden daher auch Vorbereitungsgremien des Rates genannt.
Der Rat der Europäischen Union tagt in zehn sogenannten Ratsformationen, die an den Ressorts der beteiligten Ministerien ausgerichtet sind. Innerhalb einer Ratsformation gibt es unterschiedliche Themen, die das Ressort betreffen. Weil das viele Themen sind, gibt es über 150 hochspezialisierte Arbeitsgruppen und Ausschüsse.
Ratsarbeitsgruppen werden durch die EU Verträge, zwischenstaatliche Beschlüsse, oder Rechtsakte des Rates der Europäischen Union als ständige Ausschüsse eingesetzt. Der Ausschuss der Ständigen Vertreter der Mitgliedstaaten (AStV) kann für sehr spezifische Themen auch Ausschüsse und Arbeitsgruppen einsetzen. Für spezielle Zwecke werden Ad-hoc-Gruppen eingesetzt, die nach Erfüllung ihrer Aufgabe wieder aufgelöst werden.
Tagesordnungspunkte werden bereits in den Zusammenkünften der Ratsarbeitsgruppen erörtert und vorläufig geklärt. Die endgültige Klärung und Abstimmung erfolgt dann durch die Minister in der zuständigen Ratsformation.

## Belege
1. ↑  Die Ratsformationen. Abgerufen am 12. Januar 2021.
2. ↑  Vorbereitungsgremien des Rates. Abgerufen am 12. Januar 2021.